# Адриан Гула
Адриан Гула (на словашки: Adrián Guľa) е бивш словашки футболист и настоящ старши треньор на Виктория (Пилзен).

## Кариера

### Кариера като футболист
Кариерата на Гула като футболист не преминава особено успешно, като през нея играе в отборите на родния си Новаки, Приевиджа, Опава, Яблонец, Матадор Пухов, Виктория Жижков и Интер Братислава.
Не достига до националния отбор.

### Кариера като треньор
Веднага след като прекратява активната си спортна кариера, Гула поема тогава втородивизионния тим на Тренчин. През сезон 2010/11 успява да вкара отбора в елитната дивизия. След като успява да го спаси от изпадане, през юли 2013 г. ръководството на Жилина обявява, че Гула ще бъде новият треньор на отбора. През сезон 2014/15 извежда „Зелено-жълтите“ до сребро в първенството, а през 2016/17 – до шампионската титла.

## Успехи

### Като треньор
Тренчин
- Шампион на втора словашка дивизия (1): 2010/11

 Жилина
- Шампион на Словакия (1): 2016/17